# Wielka Witkowa

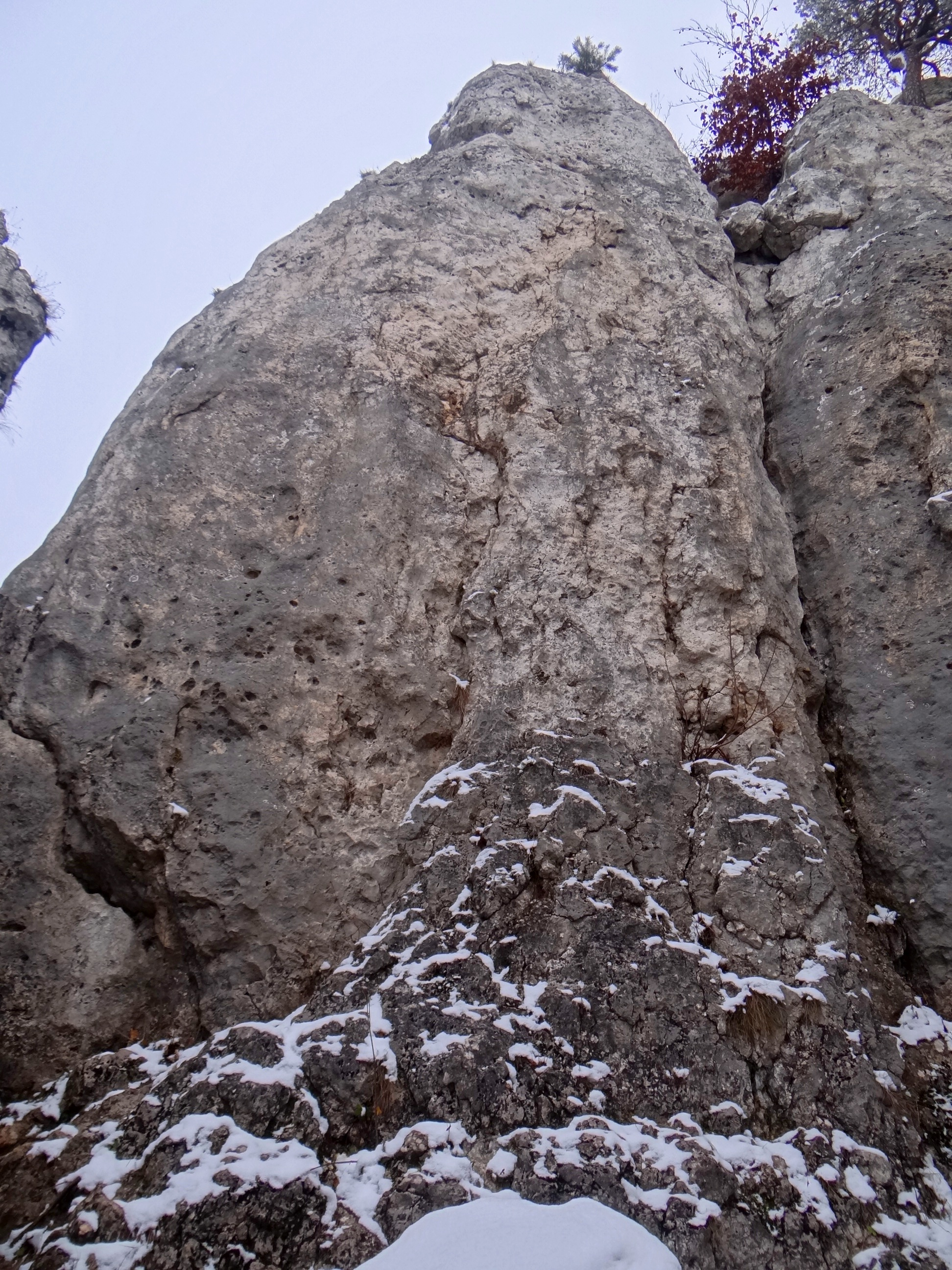
Ściana Południowa I

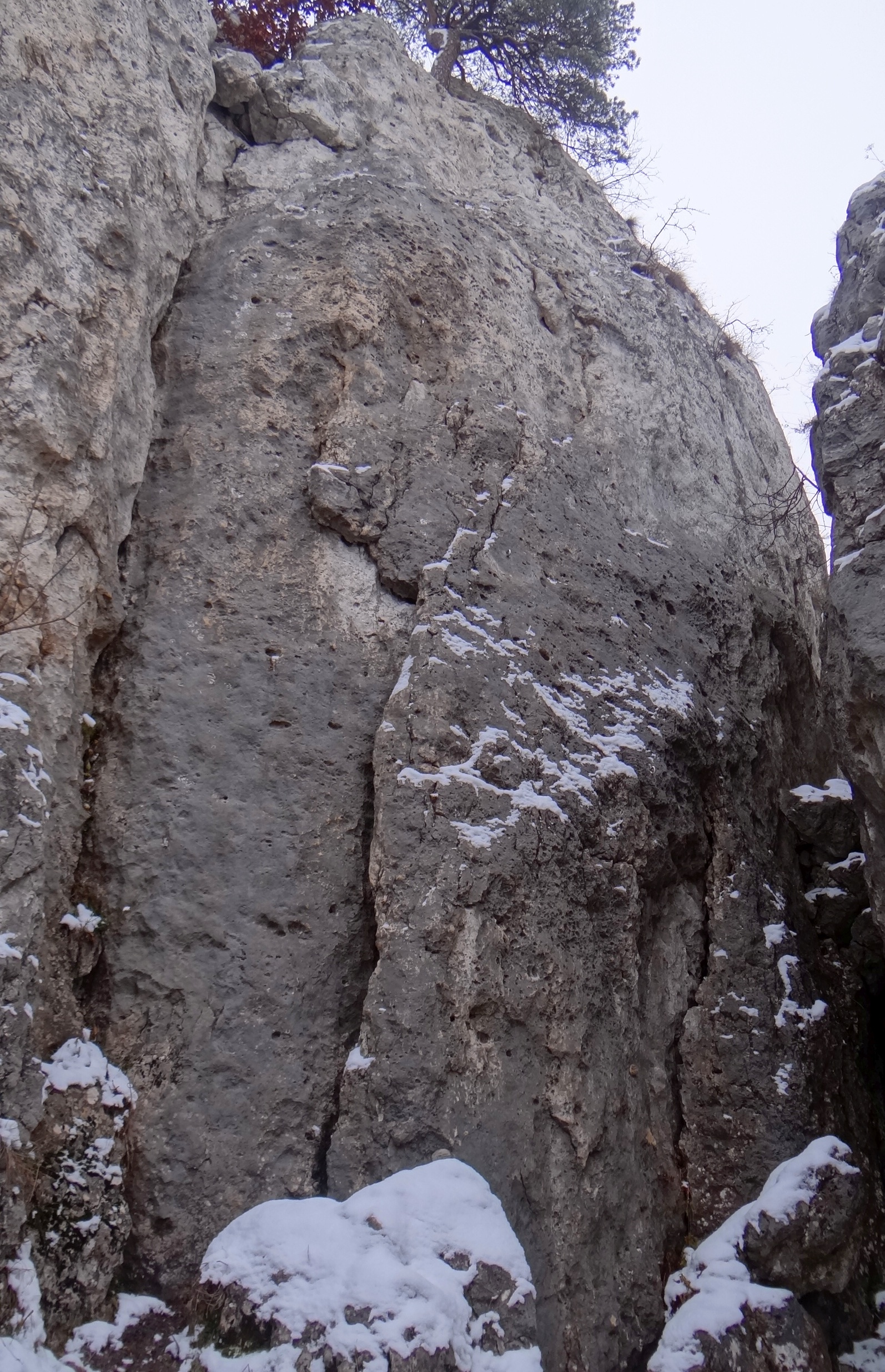
Ściana Południowa II

Wielka Witkowa – skała w grupie Witkowych Skał na orograficznie prawym zboczu Doliny Szklarki na Wyżynie Olkuskiej. Znajduje się w obrębie miejscowości Jerzmanowice w województwie małopolskim, w powiecie krakowskim, w gminie Jerzmanowice-Przeginia.
Zbudowana z twardych wapieni skalistych Wielka Witkowa to najwyższa z wszystkich skał całej grupy. Wznosi się na wysokość 493 m n.p.m., a jej względna wysokość wynosi około 16 m. Jest to rozległy masyw skalny o skomplikowanym kształcie. Od północno-zachodniej strony do Wielkiej Witkowej przylega Bukowy Filar, od południowo-zachodniej Muminek}.

## Drogi wspinaczkowe
Na wschodniej i południowej ścianie Wielkiej Witkowej uprawiana jest wspinaczka skalna. Jest 17 dróg wspinaczkowych o trudności od V+ do VI.2 w skali polskiej i długości do 12 m. Na większości z nich zamontowano punkty asekuracyjne: ringi (r) i stanowiska zjazdowe (st) lub dwa ringi zjazdowe (drz).
Ściana wschodnia
1. Supermemorialissima; 6r + st, VI-, 13 m
2. Memorialissima; 5r + st, V, 13 m
3. Radio-Max; 6r + st, VI, 13 m
4. Kundel.com.pl; V+, 13 m
5. Etyka; VI-, 13 m
6. Nie dla windziarzy; VI.2, 13 m

Ściana południowa I
1. Pobocze; 3r + st, IV+, 11 m
2. Deptak; 3r + st, VI.1+, 11 m
3. Ogródek miczurinowski; 3r + st, 12 m
4. Bulwar zachodzącego słonia; V, 12 m

Ściana południowa II
1. Bulwar zachodzącego słonia; V, 12 m
2. ReKlama; 5r + st, V+, 12 m
3. Droga im. Meli Kapłoniak; 2r + 1h + st, 12 m
4. Tatrzańskie impresje; 5r + st, VI.1, 12 m

Ściana południowa III
1. Bajadera; 3r + drz, VI.2, 10 m
2. Teobald; 2r + drz, VI.1, 9 m
3. Archibald; 2r + drz, VI+, 9 m[4].